# Pege Aladár

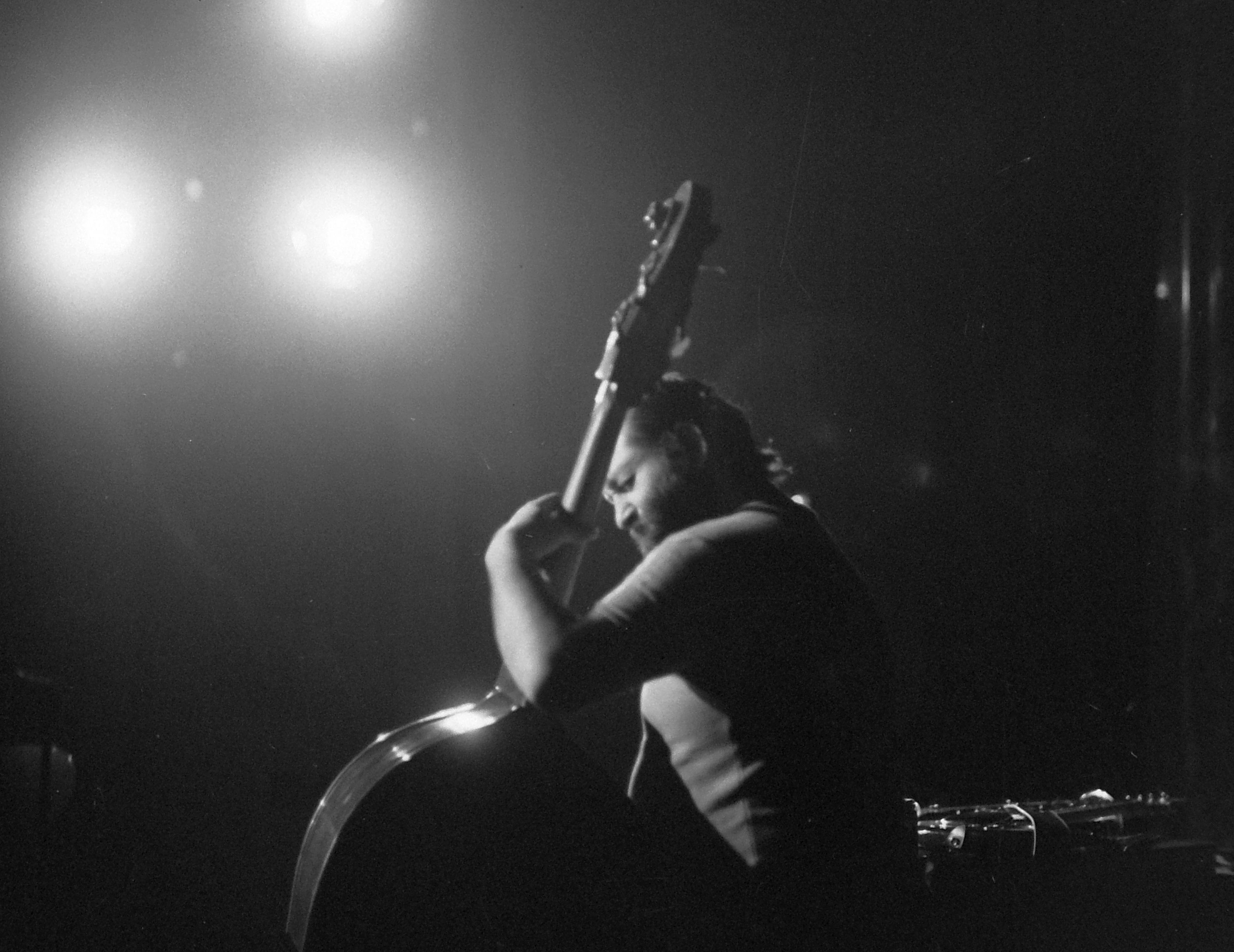
Pege Aladár koncerten (1972)

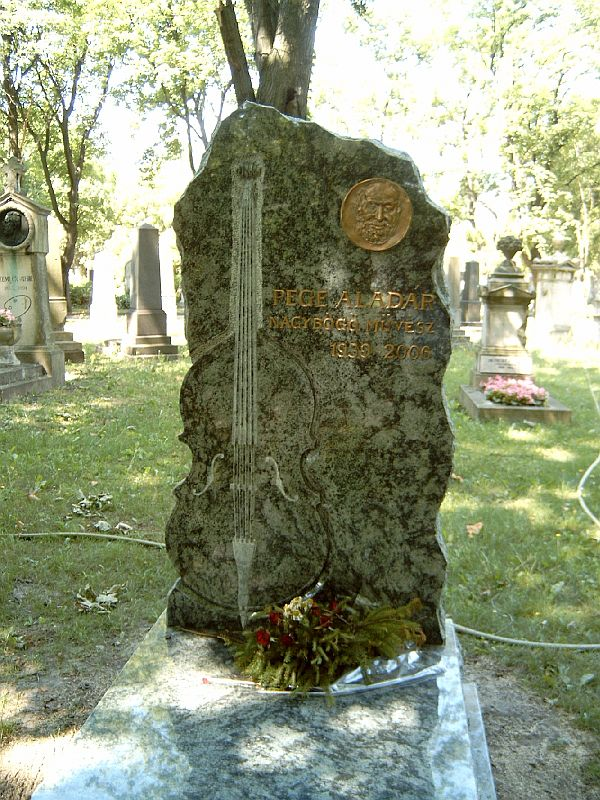
Pege Aladár sírja Budapesten, a Kerepesi temetőben: 34/1-1.

Pege Aladár (Budapest, 1939. október 8. – Budapest, 2006. szeptember 23.) Kossuth-díjas és Liszt Ferenc-díjas magyarcigány bőgőművész, zeneszerző, a magyar dzsessz kiemelkedő alakja, érdemes művész. Világhírű nagybőgős, zseniálisan improvizáló virtuóz, akit nemzetközi kritikusok „a nagybőgő Paganinije” néven is emlegettek (nevéből eredő szójátékkal: Pegenini). Egyszerre játszott klasszikus zenét és dzsesszt – e kétféle elhivatottság sajátos kölcsönhatása egyéni színt adott játékának.

## Pályafutása
Neves kispesti nagybőgős családból származott. 1959 és '62 között a Bartók Béla Szakiskolában Montag Lajos növendéke volt. 1965-től '69-ig Tibay Zoltánnál tanult a Zeneakadémián. 1975 és 1978 között Reinhold Zepperez, a Berlini Filharmonikus Zenekar szólóbőgőse mesterkurzusain vett részt. 1978-tól a Zeneművészeti Főiskola docense volt egészen nyugdíjba vonulásáig.
Már 1956-tól szerepelt. Nemzetközi bemutatkozása 1963-ban a Bled városban megrendezett dzsesszfesztiválon történt. 1964-ben alakította meg saját együttesét, időszakosan Kőszegi Imre, Lakatos Dezső, illetve fiatalabb muzsikusok, köztük Szabó Ferenc, Horányi Sándor, Makó László, Tarnóczky Péter és Németh János voltak tagjai. 1967-től a formációban játszott Babos Gyula. Rendszeresen koncertezett Budapesten és vidéken, gyakori fellépője volt az Egyetemi Színpadnak. Beindult külföldi karrierje is. 1964-ben díjat nyert Prágában, 1970-ben Montreux-ben. 1980-ban Bombayben adott koncertet. Fellépett többek között a New York-i Carnegie Hallban Herbie Hancock együttesének vendégszólistájaként, ami azért is emlékezetes, mert akkor kapta meg a világ legjobb nagybőgősének tartott Charles Mingus hangszerét ajándékba a művész özvegyétől. Halálának évében ünnepelte első színpadra lépésének 50. évfordulóját. 2006. szeptember 23-án hunyt el.
Már az anyaméhben
pengetted köldököd.
Ördögöd van, Ali:
angyali ördögöd!

## Pege Aladár Emlékbizottság

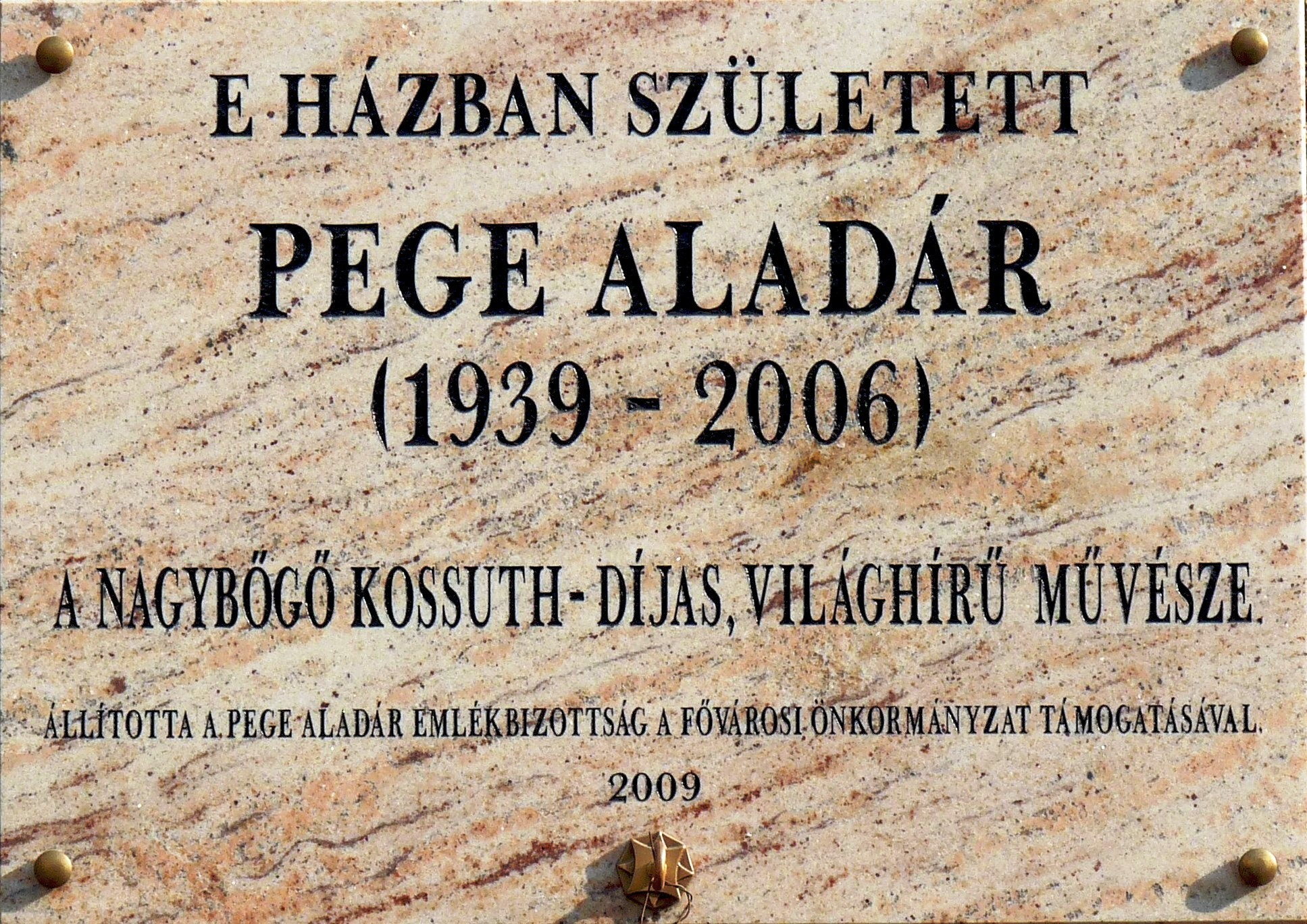
Pege Aladár emléktáblája szülőháza falán (Budapest, VIII. ker., Víg utca 20.)

2008. október 15-én, Pege halála után megalakult a nagybőgőművész felesége kezdeményezésére a Pege Aladár Emlékbizottság, amely Pege szellemi hagyatékának megőrzésére, továbbadására és emlékének ápolására jött létre. Egy napra rá, október 16-án vehette át Bráda Tibor festőművész és Janzer Frigyes szobrász az első Pege Aladár-emlékdíjat, amit az Emlékbizottság adott át. A bizottság tagjai:
- Benkó Sándor  – elnök
- Deseő Csaba – alelnök
- Zsolnai Gábor – titkár (rendező)
- Pege Aladárné
- D. Magyari Imre (újságíró)
- Fehér László (Kossuth-díjas festőművész)
- Gyémánt László
- Halász Iván (nyomdatulajdonos)
- Hegedűs D. Géza
- Janser Frigyes (szobrászművész)
- Kárpáti Tamás (újságíró, főszerkesztő)
- Kubina Péter (nagybőgőművész, a Liszt Ferenc Zeneművészeti Egyetem tanára)
- László Attila
- Ottó Klára (művészeti vezető)
- Turczi István

## Hangszer és gyakorlás
Saját hangszere egy régi Johannes Rubner nagybőgő. Koncertek előtt mindig kemény próbákat tartott és fellépéstől függetlenül mindennap legalább két órát gyakorolt, de kizárólag csak klasszikus darabokat, mert a dzsesszt sohasem használta gyakorlásra:
A dzsesszt érezni kell, az improvizációt nem lehet kigyakorolni, megtanulni. Azért vagyok szerencsés, mert klasszikus zenét és dzsesszt is tudok játszani.

## Diszkográfia

### Albumok
- 1970 – Montreux Inventions (Hungaroton-Pepita)
- 1980 – II. (Hungaroton-Pepita)
- 1982 – Live (Hungaroton-Krém)
- 1988 – International Jazz Workshop (Hungaroton-Krém)
- 1990 – The Virtuoso Double Bass (Hungaroton-Krém)
- 1990 – The Virtuoso Solo Bass Vol.3. (Szerzői kiadás)
- 1991 – Hungarian Jazz Workshop Vol. 1. (Hungaroton-Krém)
- 1994 – Great Jazz Duos (RST)
- 1995 – Hungarian Jazz Workshop Vol. 2. (Hungaroton-Gong)
- 1999 – Classic Live 1998/1999 (Szerzői kiadás)
- 2000 – Classic Live 1999/2000 (Szerzői kiadás)
- 2001 – Classic Live 2000/2001 (Szerzői kiadás)

### Filmek
- Pege Quartett (TV film, közreműködő)
- 1996 – Equinox (zeneszerző)
- 2000 – Pege Aladár jubileumi koncertje (TV film, szereplő)

## Díjak
- 1964 – Prágai dzsesszfesztivál, Virtuóz-díj
- 1970 – Montreux-i dzsesszfesztivál, „Legjobb Európai Szólista Díj”
- 1978 – Liszt Ferenc-díj
- 1981 – A világ dzsessz szakírói a legjobb bőgősnek szavazták meg
- 1986 – Érdemes művész
- 1986 – EMeRTon-díj
- 1999 – Budapestért díj
- 2000 – A Magyar Köztársasági Érdemrend kiskeresztje
- 2002 – Kossuth-díj